# 华艺出版社 (中国大陆)
华艺出版社是中华人民共和国中央级综合性出版社，位于北京市海淀区北四环中路229号海泰大厦10层。隶属中华文化发展促进会。

## 简介
华艺出版社1986年成立，“以弘扬、传播中华民族优秀文化、沟通海峡两岸及海内外文化交流为宗旨”，出版社科类、文学类、艺术类、科普类图书。。截至2000年代，已出版图书、画册1000多种，3000多万册。华艺出版社编辑出版党和国家领导人有关台湾问题的讲话及有关对台方针政策的图书，同时出版介绍中国大陆各方面成就及文化建设的图书。
1991年华艺出版社编辑出版《中国当代著名作家新作大系》，收入王蒙、刘心武、从维熙、蒋子龙、张抗抗、冯骥才、谌容、张洁、李国文、梁晓声、叶楠、莫言、王朔、铁凝、陈建功、刘震云等作家的作品。1992年首次出版青年作家文集《王朔文集》，并且在文革后在中华人民共和国国内第一次实行了版税付酬制。1992年，华艺出版社和昆明宏达集团一起为出版作家作品而创建《宏艺文库》，此后该文库陆续出版《王蒙文集》、《刘心武文集》、《从维熙文集》、《蒋子龙文集》、《宗璞文集》等。
在社会主义市场经济中，华艺出版社积极开拓市场，承揽各类图书的出版，并因成功包装名人图书而在出版界享有盛誉。例如白岩松的《痛并快乐着》、崔永元的《不过如此》、吴小莉的《足音》、敬一丹的《声音》，以及姜文、徐静蕾、高峰等名人的图书，都成为畅销书。华艺出版社取得了很好的市场收益。

## 历任社长
- 孙波（1986年—？）[3]

……
- 鲍立衔大校（？—？）[4][5]
- 石永奇大校（？—）[6][7]